# مستشفى رفيديا الجراحي الحكومي
مستشفى رفيديا الجراحي الحكومي هو أحد المستشفيات الحكومية الفلسطينية الأربعة عشر العاملة بالضفة الغربية، يتبع وزارة الصحة الفلسطينية، تبلغ قدرته السريرة 201 سريرًا، ويعمل فيه 539 موظفًا، موزعين على النحو التالي:
| توزيع القوى العاملة في المستشفى (2022) | توزيع القوى العاملة في المستشفى (2022) | توزيع القوى العاملة في المستشفى (2022) | توزيع القوى العاملة في المستشفى (2022) | توزيع القوى العاملة في المستشفى (2022) | توزيع القوى العاملة في المستشفى (2022) | توزيع القوى العاملة في المستشفى (2022) | توزيع القوى العاملة في المستشفى (2022) |
| إدارة وخدمات                           | مهن طبية مساندة                        | قابلة                                  | ممرض                                   | صيدلاني                                | طبيب أسنان واختصاصي                    | طبيب اختصاصي                           | طبيب عام                               |
| -------------------------------------- | -------------------------------------- | -------------------------------------- | -------------------------------------- | -------------------------------------- | -------------------------------------- | -------------------------------------- | -------------------------------------- |
| 105                                    | 87                                     | 35                                     | 218                                    | 10                                     | 3                                      | 56                                     | 25                                     |

## التأسيس
تأسس مشفى رفيديا عام 1976، في مدينة نابلس؛ لتقديم الخدمات الطبيّة الجراحية المتخصصة، وهو من أكبر المؤسسات الصحية في شمال الضفة الغربية، والمستشفى المركزي الحكومي لها.

## الخدمات
بلغت نسبة إشغال المستشفى عام 2017 حوالي 88%، حيث قدم خدماته من خلال أقسامه المختلفة، وهي: الطوارئ، العمليات، الجراحة العامة، الجراحات التخصصية في العظام، والأعصاب، والأطفال، والأوعية الدموية، والتجميل، والفك، والعيون، وأيضاً أقسام، العناية المكثفة، النسائية والتوليد، الحضانة، العناية النهارية، الحروق، الأشعة (بما فيه التصوير الطبقي)، النزيف، العيادات الخارجية، المختبرات المركزية وبنك الدم، والتعقيم، والعلاج الطبيعي، والصيدلية.

## أحداث
خلال الانتفاضة الفلسطينية الثانية، لعب مشفى رفيديا دوراً هاماً في انتفاضة الأقصى، حيث كان النقطة المركزية لعلاج المصابين خلال اجتياح الضفة الغربية عام 2002، وخصوصاً اجتياح مدينة نابلس، حيث أرتقى أكثر من 70 شهيداً، دفن بعضهم داخل أرض المستشفى، ولاحقا نقلوا إلى المقبرة. اعتدي حينها على المستشفى، وموظفيه، اعتقل بعضهم واستشهد الآخر.